# CP série 1200
 (janvier 2022).
Si vous disposez d'ouvrages ou d'articles de référence ou si vous connaissez des sites web de qualité traitant du thème abordé ici, merci de compléter l'article en donnant les références utiles à sa vérifiabilité et en les liant à la section « Notes et références ».
Les locomotives série 1200 des chemins de fer portugais sont une série de 25 locomotives, désormais radiées, similaires aux BB 63000 de la SNCF.

## Historique

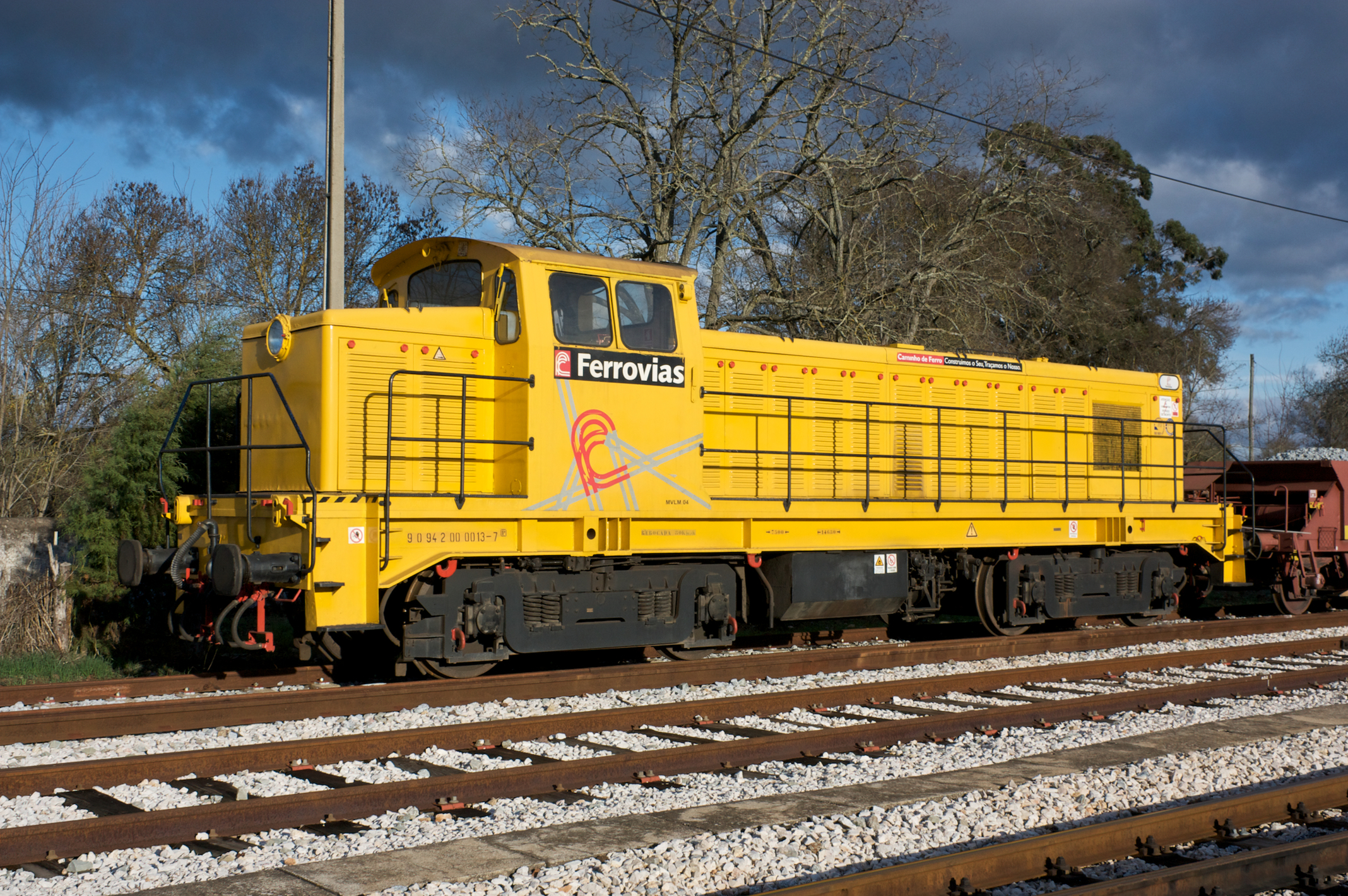
MVLM 04 Ferrovias (ex-CP N°1204) à Portalegre le 9 décembre 2008
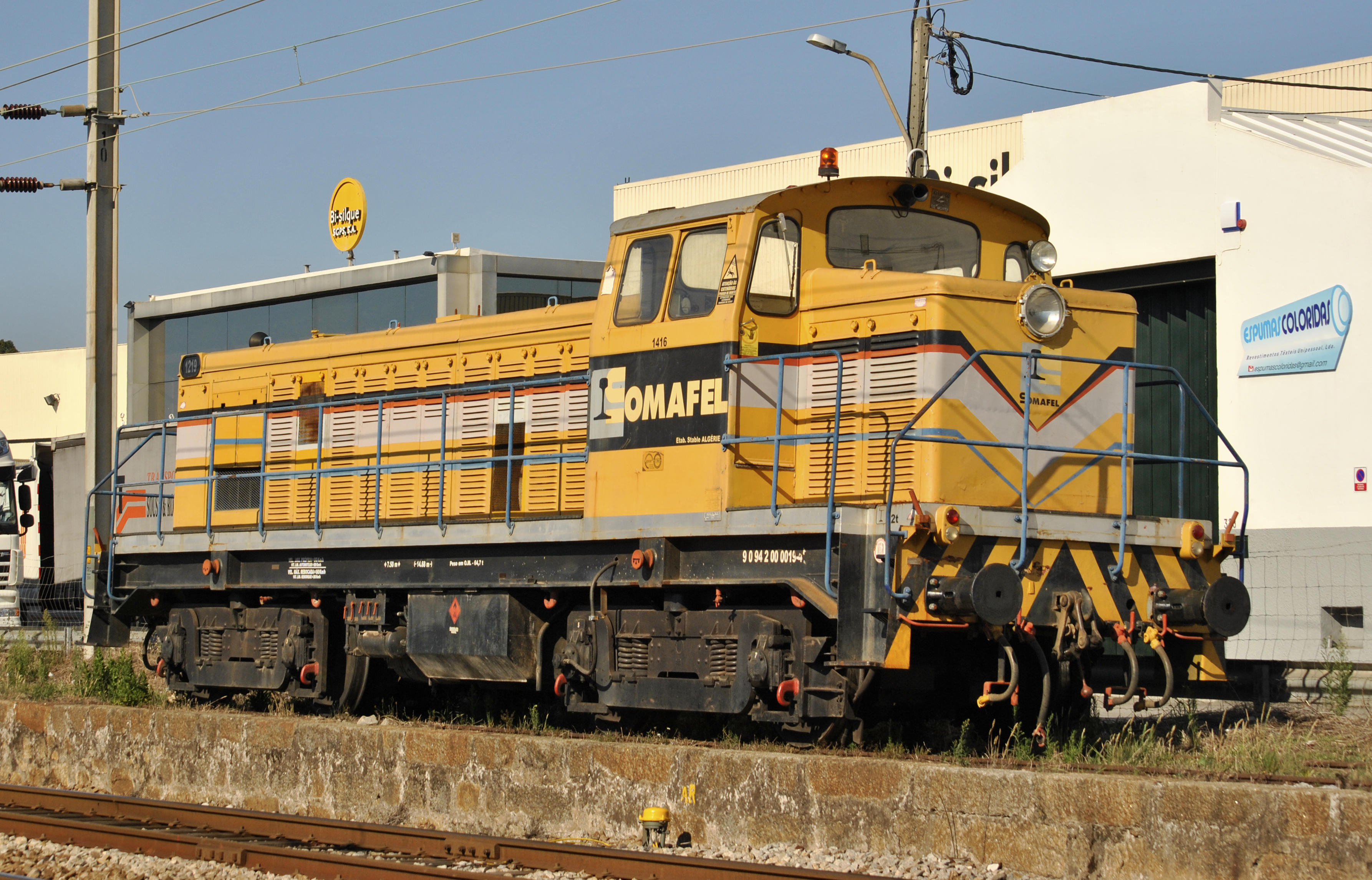
N°1219 ex-CP aux couleurs de la SOMAFEL à Esmoriz le 13 septembre 2013
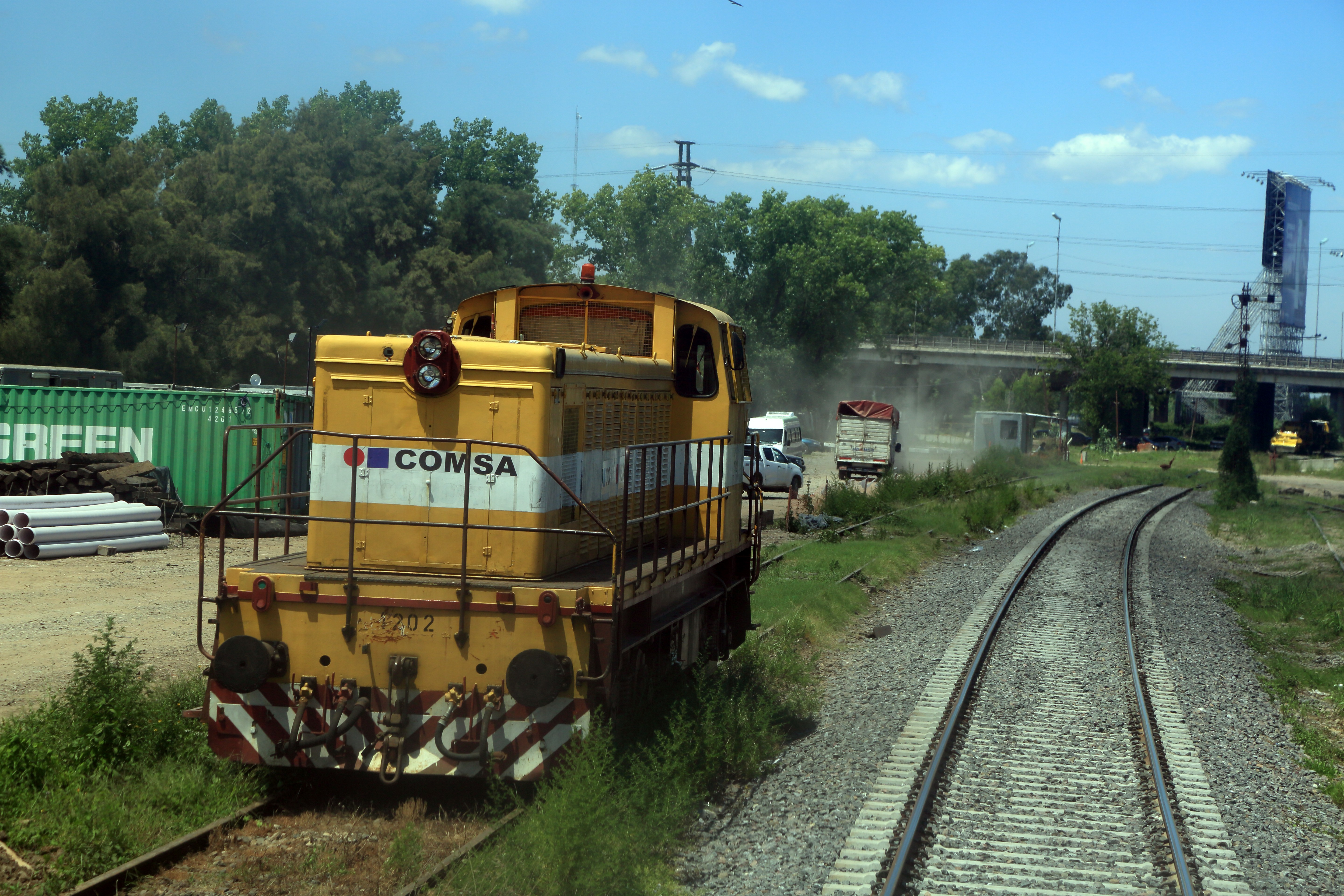
N°1202 (ex-CP) COMSA, entre José León Suárez et Bancalari R Portalegre le 7 février 2019
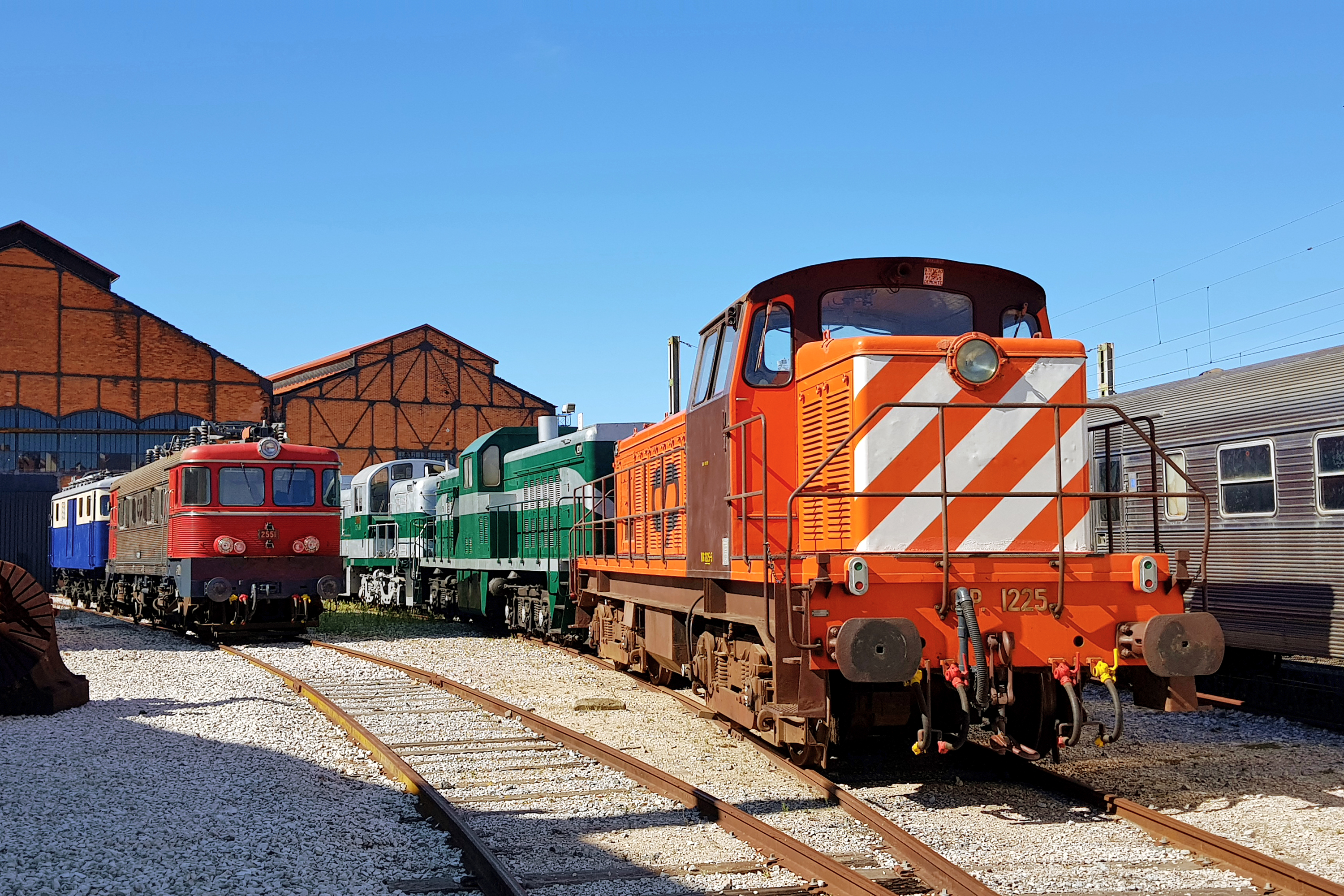
N°1225 au Museu Nacional Ferroviário (Musée National des chemins de fer portugais) le 27 septembre 2019